# Джелмар
Джелмар (рум. Gelmar) — село у повіті Хунедоара в Румунії. Адміністративно підпорядковане місту Джоаджу.
Село розташоване на відстані 278 км на північний захід від Бухареста, 24 км на схід від Деви, 101 км на південь від Клуж-Напоки.

## Населення
За даними перепису населення 2002 року у селі проживали 480 осіб.
Національний склад населення села:
| Національність | Кількість осіб | Відсоток |
| -------------- | -------------- | -------- |
| румуни         | 474            | 98,8%    |
| угорці         | 6              | 1,3%     |

Рідною мовою назвали:
| Мова      | Кількість осіб | Відсоток |
| --------- | -------------- | -------- |
| румунська | 474            | 98,8%    |
| угорська  | 6              | 1,3%     |